# Copa Newton
De Copa Newton was een voetbalbeker die betwist werd tussen Argentinië en Uruguay. De beker werd 27 keer beslecht tussen 1906 en 1976.
De beker werd voor het eerst gespeeld in 1906, één jaar na de eerste editie van de Copa Lipton. Op enkele uitzonderingen na werd deze beker tot 1930 jaarlijks gespeeld. Hierna werd er nog slechts sporadisch gespeeld tot de laatste editie in 1976. In geval van gelijk spel werd het bezoekende team tot winnaar uitgeroepen. 

## Finales
| Jaar | Kampioen   | Runner-up  | Score | Gaststad     |
| ---- | ---------- | ---------- | ----- | ------------ |
| 1906 | Argentinië | Uruguay    | 2-1   | Buenos Aires |
| 1907 | Argentinië | Uruguay    | 2-1   | Montevideo   |
| 1908 | Argentinië | Uruguay    | 2-1   | Buenos Aires |
| 1909 | Argentinië | Uruguay    | 2-2   | Montevideo   |
| 1911 | Argentinië | Uruguay    | 3-2   | Montevideo   |
| 1912 | Uruguay    | Argentinië | 3-3   | Avellaneda   |
| 1913 | Uruguay    | Argentinië | 1-0   | Montevideo   |
| 1915 | Uruguay    | Argentinië | 2-0   | Montevideo   |
| 1916 | Argentinië | Uruguay    | 3-1   | Avellaneda   |
| 1917 | Uruguay    | Argentinië | 1-0   | Montevideo   |
| 1918 | Argentinië | Uruguay    | 2-0   | Buenos Aires |
| 1919 | Uruguay    | Argentinië | 2-1   | Montevideo   |
| 1920 | Uruguay    | Argentinië | 3-1   | Buenos Aires |
| 1922 | Uruguay    | Argentinië | 2-2   | Buenos Aires |
| 1924 | Argentinië | Uruguay    | 4-0   | Buenos Aires |
| 1927 | Argentinië | Uruguay    | 1-0   | Montevideo   |
| 1928 | Argentinië | Uruguay    | 1-0   | Avellaneda   |
| 1929 | Uruguay    | Argentinië | 2-1   | Montevideo   |
| 1930 | Uruguay    | Argentinië | 1-1   | Buenos Aires |
| 1937 | Argentinië | Uruguay    | 3-0   | Montevideo   |
| 1942 | Argentinië | Uruguay    | 4-1   | Buenos Aires |
| 1945 | Argentinië | Uruguay    | 6-2   | Avellaneda   |
| 1957 | Argentinië | Uruguay    | 0-0   | Montevideo   |
| 1968 | Uruguay    | Argentinië | 2-1   | Montevideo   |
| 1973 | Argentinië | Uruguay    | 1-1   | Montevideo   |
| 1975 | Argentinië | Uruguay    | 3-2   | Montevideo   |
| 1976 | Argentinië | Uruguay    | 3-0   | Montevideo   |